# Mala Usora
Die Mala Usora (serbisch-kyrillisch Мала Усора) oder Kleine Usora ist ein Fluss im nördlichen Bosnien und Herzegowina. Sie vereinigt sich bei Teslić mit der Velika Usora zur Usora.